# Acerbiella macrospora
Acerbiella macrospora är en svampart som först beskrevs av Rick, och fick sitt nu gällande namn av Sacc. & D. Sacc. 1905. Acerbiella macrospora ingår i släktet Acerbiella, klassen Sordariomycetes, divisionen sporsäcksvampar och riket svampar.   Inga underarter finns listade i Catalogue of Life.